# Поскакуха
Поскакуха — река в России, протекает по Советскому району Алтайского края. Устье реки находится в 4 км от устья Талицы по левому берегу. Длина реки составляет 26 км.

## Данные водного реестра
По данным государственного водного реестра России относится к Верхнеобскому бассейновому округу, водохозяйственный участок реки — Катунь, речной подбассейн реки — Бия и Катунь. Речной бассейн реки — (Верхняя) Обь до впадения Иртыша.